# Верещака Олександр Леонідович
Олександр Леонідович Верещака (народився 16 липня 1965, м.Хімки) — російський океанолог, доктор біологічних наук, професор, член-кореспондент РАН.

## Біографія
Народився 16 липня 1965 в місті Хімки.

### Освіта
Закінчив біологічний факультет Московського державного університету імені М. В. Ломоносова (1987).
Кандидат біологічних наук (1990, Інститут океанології ім. П. П. Ширшова РАН), доктор біологічних наук (1999). З 1999 року — професор Московського державного університету геодезії і картографії, завідувач кафедри (2007-2009).
З 2007 року завідує лабораторією в Інституті океанології РАН (Москва). Член-кореспондент РАН по Відділенню наук про Землю з 22 грудня 2011 року.

### Наукова діяльність
Фахівець в області екології та океанології, автор близько 100 наукових робіт, з них: 5 монографій (2 — англійською мовою) і 6 колективних монографій (В 3-х — відповідальний редактор).
Основні наукові результати отримані з використанням сучасних методів: жилих підводних апаратів (11 експедицій, більше 20 занурень), молекулярно-генетичних методів.
Професор Верещака:
- Створив модель тривимірної гідротермальної системи, розкрив механізми, що визначають значну енергетичну замкнутість гідротермальних систем;
- Розробив концепцію бентопелагіалі — особливої прикордонної екосистеми, пов'язаної з придонних шаром і населеною специфічною  фауною.
- Досліджував екологічні зв'язки в глибинах Світового океану в макро-, мезо- і мікромасштабах;
- Розробив (у співпраці із зарубіжними колегами) методику оцінки ролі морської мікро- і нанобіоти Архей Прокаріоти і найдрібніших еукаріот із застосуванням сучасних методів молекулярної генетики, реконструював нанобіотні трофічні ланцюги, описав розмаїття мікро- і нанобіоти в екстремальних умовах.
- Відкрив і описав 2 нових сімейства креветок, більше 50 нових родів і видів ракоподібних.

### Педагогічна діяльність
Веде викладацьку роботу, автор підручника і низки навчальних посібників. Неодноразово запрошувався для читання лекцій і для проведення спільних робіт до Франції (Сорбонна), США, Данії, Норвегії, Нової Зеландії.